# Lätt flugvikt i grekisk-romersk stil i brottning vid olympiska sommarspelen 1992
Herrarnas brottningsturnering i grekisk-romersk stil i viktklassen lätt flugvikt vid olympiska sommarspelen 1992 avgjordes i Barcelona i Institut Nacional d'Educació Física de Catalunya. 

## Medaljörer
| Klass         | Guld                  | Silver                    | Brons                 |
| Lätt flugvikt | Oleg Kucherenko · OSS | Vincenzo Maenza · Italien | Wilber Sánchez · Kuba |

## Resultat
- TO — Vinst genom fall
- SP — Vinst genom överlägsenhet, 12-14 poängs skillnad, förloraren med poäng
- SO — Vinst genom överlägsenhet, 12-14 poängs skillnad, förloraren utan poäng
- ST — Vinst genom teknisk överlägsenhet, 15 poäng skillnad
- PP — Vinst genom poäng, förloraren med tekniska poäng
- PO — Vinst genom poäng, förloraren utan tekniska poäng
- PA — Vinst genom att motståndaren skadas
- DQ — Vinst genom förverkande
- D2 — Båda brottarna diskvalificerade på grund av passivitet  (0-0 poäng)
- DNA — Dök inte upp
- L — Förluster
- ER — Elimineringsrunda
- CP — Klassificeringspoäng
- TP — Tekniska poäng

- PA — Vinst genom att motståndaren skadats

### Elimineringsrunda

#### Pool A
| L        |                           | CP       | TP       |                           | L        |          |
| Omgång 1 | Omgång 1                  | Omgång 1 | Omgång 1 | Omgång 1                  | Omgång 1 | Omgång 1 |
| -------- | ------------------------- | -------- | -------- | ------------------------- | -------- | -------- |
| 1        | Ömer Elmas (TUR)          | 1-3 PP   | 8-10     | Nik Zagranitchni (ISR)    | 0        |          |
| 0        | Wilber Sánchez (CUB)      | 3-0 PO   | 3-0      | Mark Fuller (USA)         | 1        |          |
| 0        | Iliuţă Dăscălescu (ROU)   | 3-1 PP   | 4-2      | Goun Duk-Yong (KOR)       | 1        |          |
| 1        | Abdelmalek El-Aouad (MAR) | 0-4 ST   | 0-15     | Masanori Ohashi (JPN)     | 0        |          |
| 0        | Oleg Kucherenko (EUN)     | 3-1 PP   | 6-1      | Lars Rønningen (NOR)      | 1        |          |
| Omgång 2 |                           |          |          |                           |          |          |
| 2        | Ömer Elmas (TUR)          | 0-3 PO   | 0-3      | Wilber Sánchez (CUB)      | 0        |          |
| 1        | Nik Zagranitchni (ISR)    | 1-3 PP   | 1-2      | Mark Fuller (USA)         | 1        |          |
| 0        | Iliuţă Dăscălescu (ROU)   | 4-0 TO   | 2:07     | Abdelmalek El-Aouad (MAR) | 2        |          |
| 2        | Goun Duk-Yong (KOR)       | 0-3 PO   | 0-3      | Oleg Kucherenko (EUN)     | 0        |          |
| 1        | Masanori Ohashi (JPN)     | 0-3 PO   | 0-2      | Lars Rønningen (NOR)      | 1        |          |
| Omgång 3 |                           |          |          |                           |          |          |
| 2        | Nik Zagranitchni (ISR)    | 0-3 PO   | 0-4      | Wilber Sánchez (CUB)      | 0        |          |
| 2        | Mark Fuller (USA)         | 0-4 TO   | 3:46     | Iliuţă Dăscălescu (ROU)   | 0        |          |
| 2        | Masanori Ohashi (JPN)     | 1-3 PP   | 2-7      | Oleg Kucherenko (EUN)     | 0        |          |
| 1        | Lars Rønningen (NOR)      |          |          | Bye                       |          |          |
| Omgång 4 |                           |          |          |                           |          |          |
| 2        | Lars Rønningen (NOR)      | 1-3 PP   | 1-2      | Wilber Sánchez (CUB)      | 0        |          |
| 1        | Iliuţă Dăscălescu (ROU)   | 1-3 PP   | 1-10     | Oleg Kucherenko (EUN)     | 0        |          |
| Omgång 5 |                           |          |          |                           |          |          |
| 0        | Wilber Sánchez (CUB)      | 3-1 PP   | 2-2      | Iliuţă Dăscălescu (ROU)   | 1        |          |
| 0        | Oleg Kucherenko (EUN)     |          |          | Bye                       |          |          |
| Omgång 6 |                           |          |          |                           |          |          |
| 0        | Oleg Kucherenko (EUN)     | 3-0 PO   | 11-0     | Wilber Sánchez (CUB)      | 1        |          |

| Brottare                  | L | ER | CP |
| ------------------------- | - | -- | -- |
| Oleg Kucherenko (EUN)     | 0 | -  | 15 |
| Wilber Sánchez (CUB)      | 1 | -  | 15 |
| Iliuţă Dăscălescu (ROU)   | 2 | 5  | 13 |
| Lars Rønningen (NOR)      | 2 | 4  | 5  |
| Masanori Ohashi (JPN)     | 2 | 3  | 5  |
| Nik Zagranitchni (ISR)    | 2 | 3  | 4  |
| Mark Fuller (USA)         | 2 | 3  | 3  |
| Ömer Elmas (TUR)          | 2 | 2  | 1  |
| Goun Duk-Yong (KOR)       | 2 | 2  | 1  |
| Abdelmalek El-Aouad (MAR) | 2 | 2  | 0  |

#### Pool B
| L        |                       | CP       | TP       |                       | L        |          |
| Omgång 1 | Omgång 1              | Omgång 1 | Omgång 1 | Omgång 1              | Omgång 1 | Omgång 1 |
| -------- | --------------------- | -------- | -------- | --------------------- | -------- | -------- |
| 0        | Pappu Yadav (IND)     | 4-0 ST   | 19-3     | József Faragó (HUN)   | 1        |          |
| 0        | Reza Simkhah (IRI)    | 3-1 PP   | 7-5      | Nuran Pelikian (BUL)  | 1        |          |
| 0        | Fuat Yildiz (GER)     | 3-1 PP   | 9-2      | Mynor Ramírez (GUA)   | 1        |          |
| 1        | Jiang Wei (CHN)       | 1-3 PP   | 1-11     | Vincenzo Maenza (ITA) | 0        |          |
| 0        | Mohamad Hassoun (SYR) |          |          | Bye                   |          |          |
| Omgång 2 |                       |          |          |                       |          |          |
| 1        | Mohamad Hassoun (SYR) | 1-3 PP   | 2-5      | Pappu Yadav (IND)     | 0        |          |
| 2        | József Faragó (HUN)   | 1-3 PP   | 1-12     | Reza Simkhah (IRI)    | 0        |          |
| 2        | Nuran Pelikian (BUL)  | 1-3 PP   | 1-3      | Fuat Yildiz (GER)     | 0        |          |
| 2        | Mynor Ramírez (GUA)   | 0-4 ST   | 0-16     | Jiang Wei (CHN)       | 1        |          |
| 0        | Vincenzo Maenza (ITA) |          |          | Bye                   |          |          |
| Omgång 3 |                       |          |          |                       |          |          |
| 0        | Vincenzo Maenza (ITA) | 4-0 ST   | 15-0     | Mohamad Hassoun (SYR) | 2        |          |
| 1        | Pappu Yadav (IND)     | 1-3 PP   | 1-11     | Reza Simkhah (IRI)    | 0        |          |
| 0        | Fuat Yildiz (GER)     | 3-0 PO   | 3-0      | Jiang Wei (CHN)       | 2        |          |
| Omgång 4 |                       |          |          |                       |          |          |
| 0        | Vincenzo Maenza (ITA) | 4-0 ST   | 15-0     | Pappu Yadav (IND)     | 2        |          |
| 0        | Reza Simkhah (IRI)    | 3-0 PO   | 3-0      | Fuat Yildiz (GER)     | 1        |          |
| Omgång 5 |                       |          |          |                       |          |          |
| 0        | Vincenzo Maenza (ITA) | 3.5-0 SO | 13-0     | Fuat Yildiz (GER)     | 2        |          |
| 0        | Reza Simkhah (IRI)    |          |          | DNA*                  |          |          |

* Uppnådde ej rätt vikt
| Brottare              | L | ER | CP   |
| --------------------- | - | -- | ---- |
| Vincenzo Maenza (ITA) | 0 | -  | 14.5 |
| Fuat Yildiz (GER)     | 2 | 5  | 9    |
| Reza Simkhah (IRI)    | 0 | 4  | 12   |
| Pappu Yadav (IND)     | 2 | 4  | 8    |
| Mohamad Hassoun (SYR) | 2 | 3  | 1    |
| Nuran Pelikian (BUL)  | 2 | 2  | 2    |
| József Faragó (HUN)   | 2 | 2  | 1    |
| Mynor Ramírez (GUA)   | 2 | 2  | 1    |
| Jiang Wei (CHN)       | 2 | 3  | 5    |

### Finalomgångerna
|                         | CP        | TP        |                       |           |
| 9:e plats               | 9:e plats | 9:e plats | 9:e plats             | 9:e plats |
| ----------------------- | --------- | --------- | --------------------- | --------- |
| Masanori Ohashi (JPN)   | 4-0 DQ    |           | Mohamad Hassoun (SYR) |           |
| 7:e plats               |           |           |                       |           |
| Lars Rønningen (NOR)    | DNA       |           | Pappu Yadav (IND)     |           |
| 5:e plats               |           |           |                       |           |
| Iliuţă Dăscălescu (ROU) | DNA       |           | Reza Simkhah (IRI)    |           |
| Bronsmatch              |           |           |                       |           |
| Wilber Sánchez (CUB)    | 3-0 PO    | 5-0       | Fuat Yildiz (GER)     |           |
| Final                   |           |           |                       |           |
| Oleg Kucherenko (EUN)   | 3-0 PO    | 3-0       | Vincenzo Maenza (ITA) |           |